# Big Timber (film 1950)
Big Timber è un film del 1950 diretto da Jean Yarbrough.

## Trama
Un ragazzo va a lavorare come taglialegna, un collega che lo ha preso in antipatia cerca di farlo passare per un incompetente, ma quando un boscaiolo si infortuna dimostrerà tutto il suo valore.